# Brian Downey (acteur)
Cet article concerne l'acteur Brian Downey. Pour le musicien, voir Brian Downey (batteur). Pour les autres significations, voir Downey (homonymie).
Brian downey est un acteur et producteur canadien né le 31 octobre 1944 à Saint-Jean de Terre-Neuve. Il est également musicien et écrivain.

## Biographie
Brian Downey est né et a grandi à Saint-Jean de Terre-Neuve, dans la province de Terre-Neuve-et-Labrador au Canada. Il exercera des métiers divers et variés (tels que gestionnaire de magasin ou mineur) avant de se consacrer plus particulièrement à un groupe de musique blues dans lequel il joue de la Basse. Il est alors repéré par un producteur de théâtre qui lui demande d'écrire une pièce sur l'impact de la découverte d'un puits de pétrole au large de Terre-Neuve. Porté par le succès, il sera amené à écrire des dizaines d'autres pièces et à participer à d'autres projets, ce qui va véritablement lancer sa carrière d'acteur.

## Filmographie

### Au cinéma
- 1986 : The Adventure of Faustus Bidgood : Fred Bonia-Coombs
- 1987 : John and the Missius : Burgess
- 1989 : L'île des pirates disparus : Mr. Beane
- 1989 : Norman's Awesome Experience : Dr. Nobbelmeyer
- 1992 : Secret Nation : Charles Maddox
- 2002 : Little Dickie : le barman
- 2003 : Do You Remember?: Fifteen Years of the Bouncing Souls : Lui-même
- 2006 : The Conclave :  Cardinal Juan De Mella
- 2007 : Les anges de la neige : Frank Marchand
- 2007 : La justice du ring : Boxing Official
- 2007 : Jeunes Mariés (Just Buried) : Pickles
- 2009 : Whirligig : Al
- 2011 : Hobo with a Shotgun : The Drake
- 2012 : The Disappeared : Captain Gerald (post-production)

### À la télévision
(1997–2002)  Lexx - Stanley H. Tweedle